# Jinonická usedlost
Jinonická usedlost je hospodářský dvůr v Praze 5-Jinonicích v ulici U Jinonického rybníčka, který je chráněn jako nemovitá kulturní památka České republiky.

## Historie
Hospodářský dvůr je situován na jihozápadní straně Jinonického rybníka. Ve štítě má uveden letopočet 1791.
Lichoběžníkový dvůr ohraničují čtyři stavby novodobě upravené a původní obytná barokní jednopatrová budova, která stojí na jeho severní straně.
Dům má nádvorní pavlač podepřenou dvěma pilíři, patro je přístupné po vnějším schodišti. Barevná fasáda budovy je členěna lisenovými rámci s vykrojenými rohy. Okna mají šambrány a čabrakové motivy v parapetech. Střecha je polovalbová.
Západně od obytné budovy je brána a bývalé hospodářské budovy. Východní stranu dvora uzavírá přízemní hospodářská budova, jejíž severní štít má dochovanou původní omítku s lisenovými rámci s vykrojenými rohy a hrubozrnnou omítkou uvnitř rámců. Severovýchodní roh uzavírá ohradní zeď.